# Asti (stad)
Asti is een stad gelegen in de Noord-Italiaanse regio Piëmont. De stad is vooral bekend door de wijn Barbera die op de heuvels rondom Asti verbouwd wordt. Het historische centrum is goed geconserveerd. Het belangrijkste monument is de bijna duizend jaar oude bakstenen Duomo.
Ieder jaar wordt op de derde dinsdag van september de Palio gehouden; dit is samen met die van de Toscaanse stad Siena die belangrijkste historische paardenrace van Italië.

## Geboren in Asti
- Vittorio Alfieri (1749-1803), dichter en schrijver
- Secondo Pia (1855-1941), fotograaf
- Ettore Desderi (1892-1974), componist
- Angelo Sodano (1927-2022), kardinaal-staatssecretaris van Vaticaanstad
- Paolo Conte (1937), zanger
- Giovanni Goria (1943), premier van Italië
- Giorgio Baldizzone (1946), entomoloog
- Andrea Mirò (1970), zangeres
- Fabio Mengozzi (1980), componist en pianist
- Matteo Paro (1983), voetballer

## Foto's

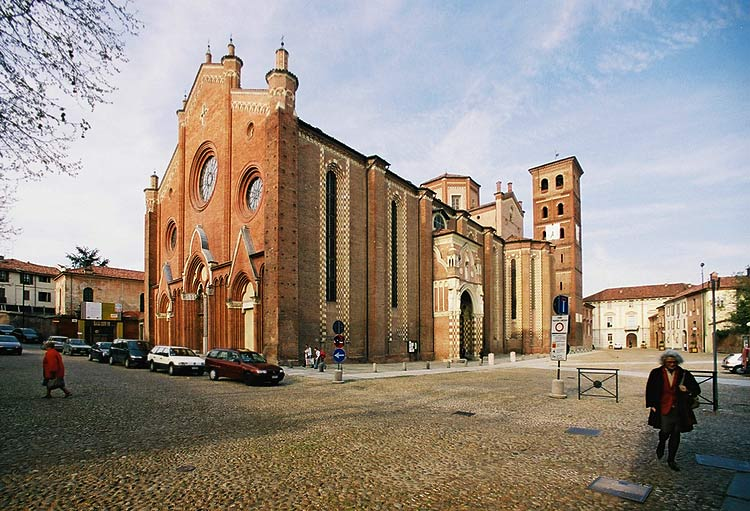
De Duomo van Asti